# 果下馬
果下馬（かかば）は、古代の中国に存在した特殊な種類のウマの品種で、成馬になっても背の低いポニーの一種である。 

## 概要
成体でも3尺（約1m）程度しかない背の低い品種であった。 果実馬という名は、果物の木の下で自由に馬に乗ることができたことに由来する。『資治通鑑』には「漢の厩舎には高さ3尺の果下馬がいて、馬車を走らせていた」とあり、清代の『滇海虞衡志』にも、当時の雲南省には少数の果下馬がおり、主に子供の乗馬用であったと記録されている。
この種の馬は朝鮮半島の在来種であり、夫余や辰韓でも飼育された。また、済州島にも存在していた。 果下馬にまつわる高句麗の君主や英雄の伝説は多い。東明聖王が夫余を脱出する際、果下馬に乗って山を越えたと言われている。
147年から167年にかけて、中国が朝鮮から果下馬を導入したのが、中国における矮性馬（ポニー）の育成の始まりである。
1274年に耽羅は元の直轄領となったが、モンゴル人に気に入られ、1294年に返還されるまで馬の放牧に利用された。 モンゴル人はここで蒙古馬と果下馬を交配させた。 李氏朝鮮時代には、2万頭の果下馬がいたという。現代では果実馬は済州島に分布しており、ウマを育て馬肉を食べることができる唯一の場所となっている。
現在、広西チワン族自治区の徳保県と靖西市には、果下馬の子孫である徳保矮馬が分布している。 中国農業科学院（CAAS）の王鉄権博士らは1981年、徳保矮馬が果下馬の子孫であることを証明した。